# Sistema Aéreo de Alerta e Controle
Sistema Aéreo de Alerta e Controle (também conhecido pelo acrônimo AEW&C, do inglês Airborne Early Warning and Control, ou, ainda, AWACS, sigla para a expressão Airborne Warning and Control System) é um sistema de vigilância aérea eletrônica por radares instalados em aeronaves, com a função C3 (comando, controle e comunicações) para logística de tática e de defesa militar.
Quando usado em grande altitude, o radar na aeronave permite que os operadores detectem e rastreiem alvos e distingam entre aeronaves amigas e hostis muito mais distantes do que um radar terrestre similar. Como um radar terrestre, ele pode ser detectado por forças opostas, mas devido à sua mobilidade e alcance estendido do sensor, é muito menos vulnerável a contra-ataques.
Os modernos sistemas AWACS podem detectar aeronaves até 400 km de distância, assim como armas antiaéreas. Em um combate ar-ar, o sistema AWACS pode comunicar-se com aeronaves amigas, aumentando assim o alcance dos sensores destas aeronaves, adicionando-lhes invisibilidade, pois não necessitarão utilizar seus próprios radares para identificar alvos ameaça.
A designação Airborne Early Warning (AEW) passou a ser empregada nos anos 50, quando da utilização dos Fairey Gannet AEW.3 e Lockheed EC-121 Warning Star. 